# Мезанталь
Мезанта́ль (фр. Meisenthal) — муніципалітет у Франції, у регіоні Гранд-Ест, департамент Мозель. Населення — 652 особи (01.01.2021).
Муніципалітет розташований на відстані близько 370 км на схід від Парижа, 90 км на схід від Меца.

## Історія
До 2015 року муніципалітет перебував у складі регіону Лотарингія. Від 1 січня 2016 року належить до нового об'єднаного регіону Гранд-Ест.

## Демографія
Динаміка населення (INSEE ):
Розподіл населення за віком та статтю (2006):
| Стать | Всього | До 15 років | 15-24 | 25-44 | 45-64 | 65-85 | Понад 85 |
| --- | ------ | ----------- | ----- | ----- | ----- | ----- | -------- |
| Чоловіки | 400    | 68          | 56    | 92    | 120   | 64    | 0        |
| Жінки | 384    | 44          | 48    | 92    | 100   | 96    | 4        |
| \| Статево-вікова піраміда \| Статево-вікова піраміда \| Статево-вікова піраміда \| \| ----------------------- \| ----------------------- \| ----------------------- \| \| Чоловіки \| Вік \| Жінки \| \| 0 \| 85 + \| 4 \| \| 12 \| 80-84 \| 12 \| \| 16 \| 75-79 \| 32 \| \| 8 \| 70-74 \| 24 \| \| 28 \| 65-69 \| 28 \| \| 16 \| 60-64 \| 24 \| \| 40 \| 55-59 \| 12 \| \| 28 \| 50-54 \| 24 \| \| 36 \| 45-49 \| 40 \| \| 24 \| 40-44 \| 36 \| \| 16 \| 35-39 \| 28 \| \| 20 \| 30-34 \| 12 \| \| 32 \| 25-29 \| 16 \| \| 24 \| 20-24 \| 12 \| \| 32 \| 15-20 \| 36 \| \| 32 \| 10-14 \| 20 \| \| 20 \| 5-9 \| 12 \| \| 16 \| 0-4 \| 12 \| |        |             |       |       |       |       |          |
| Статево-вікова піраміда |        |             |       |       |       |       |          |
| Чоловіки | Вік    | Жінки       |       |       |       |       |          |
| 0 | 85 +   | 4           |       |       |       |       |          |
| 12 | 80-84  | 12          |       |       |       |       |          |
| 16 | 75-79  | 32          |       |       |       |       |          |
| 8 | 70-74  | 24          |       |       |       |       |          |
| 28 | 65-69  | 28          |       |       |       |       |          |
| 16 | 60-64  | 24          |       |       |       |       |          |
| 40 | 55-59  | 12          |       |       |       |       |          |
| 28 | 50-54  | 24          |       |       |       |       |          |
| 36 | 45-49  | 40          |       |       |       |       |          |
| 24 | 40-44  | 36          |       |       |       |       |          |
| 16 | 35-39  | 28          |       |       |       |       |          |
| 20 | 30-34  | 12          |       |       |       |       |          |
| 32 | 25-29  | 16          |       |       |       |       |          |
| 24 | 20-24  | 12          |       |       |       |       |          |
| 32 | 15-20  | 36          |       |       |       |       |          |
| 32 | 10-14  | 20          |       |       |       |       |          |
| 20 | 5-9    | 12          |       |       |       |       |          |
| 16 | 0-4    | 12          |       |       |       |       |          |

## Економіка
Історичний центр виробництва скла та кришталя.
2010 року серед 480 осіб працездатного віку (15—64 років) 331 була активною, 149 — неактивними (показник активності 69,0%, у 1999 році було 64,9%). З 331 активної мешканців працювала 301 особа (160 чоловіків та 141 жінка), безробітними було 30 (13 чоловіків та 17 жінок). Серед 149 неактивних 42 особи були учнями чи студентами, 62 — пенсіонерами, 45 були неактивними з інших причин.

У 2010 році в муніципалітеті числилось 308 оподаткованих домогосподарств, у яких проживали 735,0 особи, медіана доходів виносила 20 151 євро на одного особоспоживача

## Культура, пам'ятки
Історичний комплекс-завод виробництва скла. На базі якого збудований Міжнародний музейний центр мистецтва скла. Належить до Світової спадщини UNESCO